# Мотола
Мотола (итал. Mottola) је насеље у Италији у округу Таранто, региону Апулија.
Према процени из 2011. у насељу је живело 13146 становника. Насеље се налази на надморској висини од 307 м.

## Становништво
| 1936.  | 1951.  | 1961.  | 1971.  | 1981.  | 1991.  | 2001.  | 2011.  |
| ------ | ------ | ------ | ------ | ------ | ------ | ------ | ------ |
| 11.739 | 13.723 | 15.095 | 15.386 | 16.120 | 16.795 | 16.575 | 16.241 |